# Lost (canção de Menudo)
"Lost" (também lançada em espanhol como "Perdido Sin Ti") é uma canção da boy band porto-riquenha Menudo, lançada em 24 de junho de 2008. Na época, o grupo era formado por Carlos, Chris, Emmanuel, José e Monti, que foram selecionados por meio do reality show Making Menudo, da MTV, em 2007. A faixa, que foi lançada como single digital, sem o apoio de um álbum, foi co-escrita e produzida pelo cantor Bruno Mars, e se tornou o último trabalho a ser lançado por essa formação do Menudo, que só retornaria, com novos integrantes, em 2023.
Em sua resenha para o single, Chuck Taylor, da revista Billboard, afirmou que a canção possui um refrão cativante e envolvente, ideal para conquistar o público jovem. Ele observou que, como a cultura latina estava em voga, o Menudo tinha potencial para alcançar um sucesso amplo. Além disso, ressaltou que os membros – com idades entre 16 e 19 anos – demonstravam grande habilidade na dança e no canto, além de serem carismáticos e distintos o suficiente para estabelecerem suas próprias identidades.
Comercialmente, embora não tenha entrado na Billboard Hot 100, a música apareceu na parada musical de melhores  execuções nas rádios, Mainstream Top 40, da revista Billboard, estreando em 5 de julho de 2008, na 92ª posição. Em 16 de agosto do mesmo ano, atingiu seu pico na posição de número 36. Na mesma semana, alcançou o sexagésimo primeiro lugar na parada Pop 100 da mesma revista. A versão em espanhol da música atingiu a posição de número 37 na Billboard Latin Pop Airplay. No total, "Perdido Sin Ti" passou três semanas entre as mais bem colocadas dessa tabela.

## Lista de faixas
- Créditos adaptados do CD single promo de 2008.[10]

| N.º | Título | Compositor(es)         | Duração |  |
| 1.  | "Lost" | Bruno Mars Cory Rooney | 3:13    |  |

## Tabelas

### Tabelas semanais
- "Lost"

| Tabela musical (2008)                        | Melhor posição |
| -------------------------------------------- | -------------- |
| Estados Unidos (Billboard Mainstream Top 40) | 36             |
| Estados Unidos (Billboard Pop 100)           | 61             |

- "Perdido sin ti"

| Tabela musical (2008)                        | Melhor posição |
| -------------------------------------------- | -------------- |
| Estados Unidos (Billboard Latin Pop Airplay) | 37             |